# Hagymatönkű bordásőzlábgomba
A hagymatönkű bordásőzlábgomba (Leucocoprinus cepistipes) a csiperkefélék családjába tartozó, Európában és Észak-Amerikában honos, korhadó faanyagon növő, nem ehető gombafaj. 

## Megjelenése
A hagymatönkű bordásőzlábgomba kalapja 2-4 cm széles, alakja fiatalon nyújtott tojásdad, később harangszerűen kiterül, a közepén púpos marad. Felülete sima vagy matt, száraz, idősebben felpikkelyesedik, Széle könnyen behasad, fátyolszerű burokmaradvámyok lehetnek rajta, idősen bordás. Színe fehéres, szürkésfehér, idősen piszkosrózsaszín. Nyomásra, sérülésre sárgásbarnán színeződik.
Húsa vékony, puha, törékeny. Színe fehér, a színét nem változtatja. Íze kissé kesernyés, szaga nem jellegzetes. 
Sűrűn lemezei szabadon állnak. Színük fiatalon fehér, később enyhén rózsaszínes, olívzöldes árnyalattal.
Tönkje 3-16 cm magas és 0,2-0,7 cm vastag. Alakja nyúlánk, a tövénél orsósan kiszélesedik. Felülete hamvas, színe fehér, később rózsás árnyalatú. Gallérja hártyás, felálló. A tövénél fehér micéliumfonadék látszik.
Spórapora fehér. Spórája elliptikus, sima, mérete 7,9-10,9 x 6,2-7,8 µm.

### Hasonló fajok
A sárga bordásőzlábgomba vagy a krétafehér bordásőzlábgomba hasonlíthat hozzá. 

## Elterjedése és termőhelye
Európában és Észak-Amerikában honos. Magyarországon ritka, veszélyeztetett.
Erdőkben korhadó famaradványokon, de faforgács- és fűrészporhalmokon, mulcson kertekben és parkokban is megtalálható, sokszor csoportosan. Nyár végétől őszig terem. 

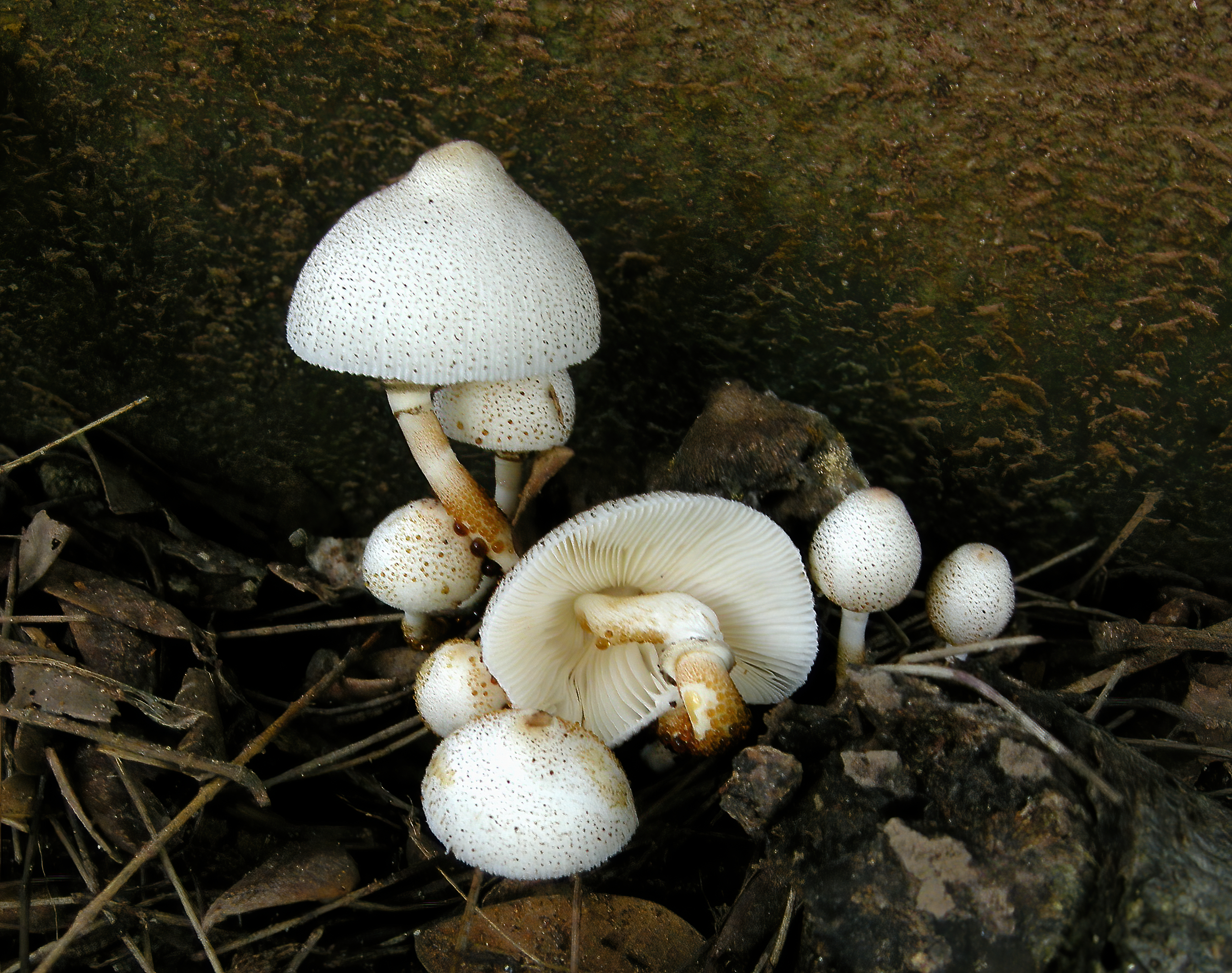
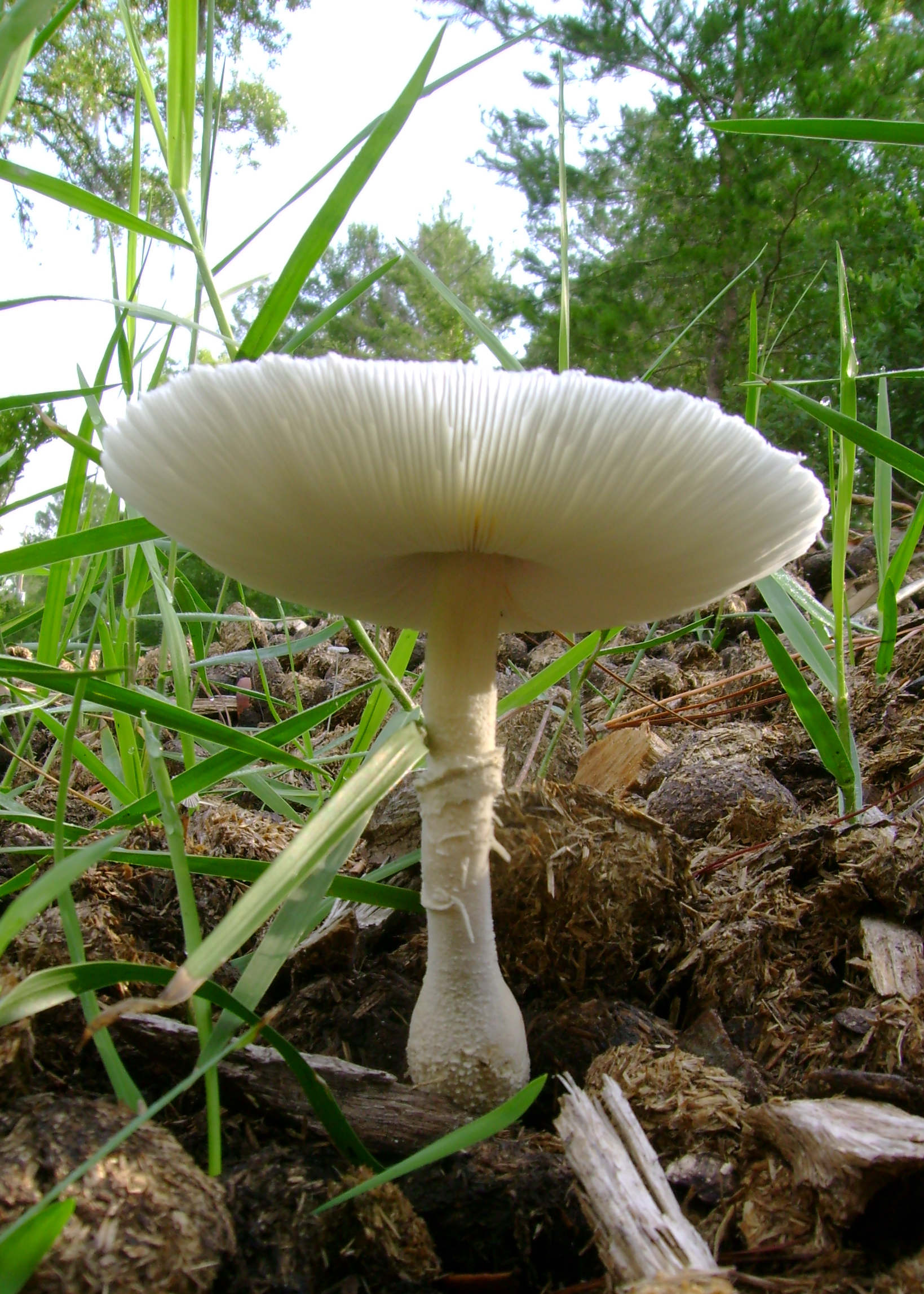
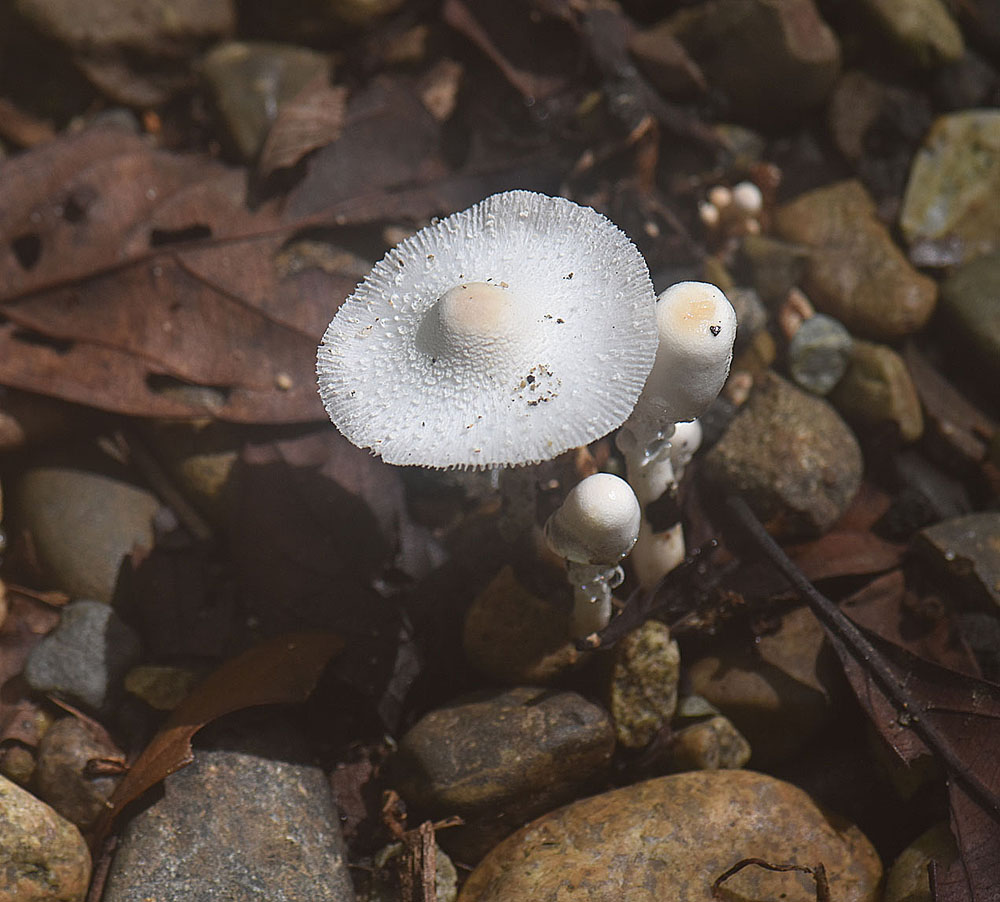
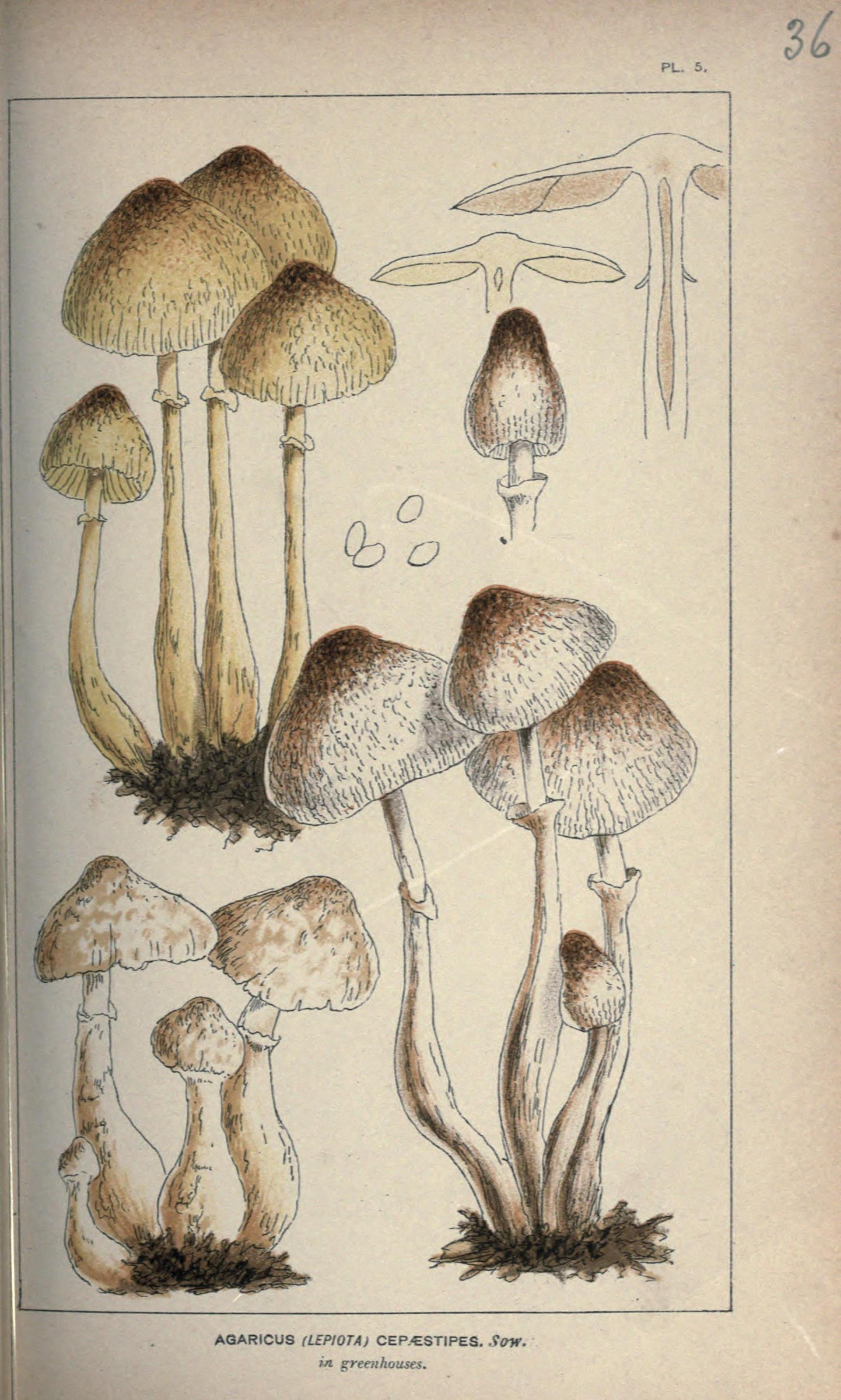

Nem ehető.   